# Picoides
Picoides és un gènere d'ocells de la família dels pícids (Picidae ).

## Llista d'espècies
Aquest gènere està format per 10 espècies, si bé alguns autors inclouen set d'elles al gènere Yungipicus (Bonaparte, 1854):
- picot garser àrtic (Picoides arcticus).
- picot fúnebre (Picoides funebris).
- picot tridàctil (Picoides tridactylus).
- picot garser frontgrís (Picoides canicapillus) o (Yungipicus canicapillus).
- picot garser kizuki (Picoides kizuki) o (Yungipicus kizuki).
- picot garser de les Filipines (Picoides maculatus) o (Yungipicus maculatus).
- picot garser d'Indonèsia (Picoides moluccensis) o (Yungipicus moluccensis).
- picot garser de l'Índia (Picoides nanus) o (Yungipicus nanus).
- picot garser de les Sulu (Picoides ramsayi) o (Yungipicus ramsayi).
- picot garser de Sulawesi (Picoides temminckii) o (Yungipicus temminckii).